# 햇빛 쏟아지다
《햇빛 쏟아지다》는 2004년 2월 11일부터 2004년 4월 1일까지 방영된 SBS 수목 미니시리즈이다.
이 드라마 당초 《프리지아》란 제목이었으나 꽃 이름을 제목으로 내세운 드라마들이 고전을 면치 못한다는 이유에서인지 밝고 따뜻한 결말을 예고하듯 지금의 제목으로 변경됐다.

## 등장 인물

### 주요 인물
- 송혜교 : 오연우 역
- 류승범 : 김민호 역
- 조현재 : 정은섭 역 (아역 최대운)

### 연우의 주변 인물
- 오대규 : 오달재 역 - 예강의 아버지
- 이영유 : 오예강 역 - 연우의 동생
- 최덕문 : 지동만 역 - 연우의 아버지

### 민호의 주변 인물
- 김미경 : 한정도 역 - 민호의 어머니
- 강신일 : 남반장[1] 역
- 박철민 : 경찰 역
- 김병춘 : 경찰 역
- 정하나 : 행림 역

### 은섭의 주변 인물
- 송재호 : 정승범 역 - 은섭의 아버지
- 김혜옥 : 은섭의 어머니 역[2]
- 김정학 : 정상국 역 - 승범의 양아들
- 최유정 : 이수아 역 - 은섭의 옛연인

### 그 밖의 인물
- 이승형
- 옥승일
- 박경환
- 김민정
- 김태영
- 여호민 : 사채업자 역
- 전성우
- 이승민
- 박효주 : 승옥 역
- 김일우
- 독고준
- 김대령 : 경찰 역 - 민호의 친구
- 김호영 : 예강의 주치의 역
- 박통일
- 성인자
- 최진홍
- 전성애
- 김한석
- 장은비
- 김기복
- 김기범
- 김은경
- 현숙희
- 최은석

## 참고 사항
- 류승범은 해당 드라마에 한 배역을 맡게 되면서 같은 시간대에 방영한 《꽃보다 아름다워》의 김재수 역에 캐스팅이 불발되었다. 이는 노희경 작가가 《화려한 시절》에서 호흡을 맞췄던 류승범을 염두에 두고 캐릭터를 설정했지만, 류승범이 이 드라마에 출연하면서 김흥수가 대타로 들어갔다.[3]